# Deutscher Musical Theater Preis
Der Deutsche Musical Theater Preis ist ein seit 2014 vergebener Theaterpreis für Musicals und für mit dem Musical verbundene Personen, der von der Deutschen Musical Akademie vergeben wird, dem Branchenverband des deutschen Musicalfachs. Die sechste Verleihung des Preises fand am 10. Oktober 2022 in Schmidts Tivoli in Hamburg statt. Im Jahr 2023 wird die Verleihung am 9. Oktober 2023 im Theater des Westens in Berlin stattfinden.

## Geschichte und Zielsetzung
Die Deutsche Musical Akademie wurde nach mehr als einem Jahr Vorbereitung im September 2013 von 19 Personen, darunter Thomas Hermanns, Gayle Tufts, Norbert Hunecke, Bettina Meske und Thomas Zaufke, aus der informellen Gruppe „Interessengemeinschaft Musical“ heraus gegründet. Zu den in der Satzung definierten Vereinszwecken zählte ab der Gründung die Schaffung und Verleihung des Deutschen Musical Theater Preis. Ziel des Preises ist es, durch eine entsprechende Auszeichnung künstlerische Leistungen im Genre Musical zu würdigen und diesen eine größere öffentliche Aufmerksamkeit zu geben. Beim jährlich vergebenen Deutschen Musical Theater Preis handelt es sich um einen undotierten Theaterpreis für den deutschsprachigen Raum, der auf die Vielfalt, die Leistungskraft und die künstlerische Ausstrahlung der Bühnengattung Musical aufmerksam machen soll.
Der Preis wurde 2014 in Form eines Ehrenpreises an Helmut Baumann eingeführt und 2015 auf insgesamt 13 Kategorien erweitert. 2018 kam die neue Kategorie „Bestes Revival“ hinzu, in dem neue Inszenierungen deutschsprachiger Musicals ausgezeichnet werden. Gleichzeitig wurden auch die beteiligten Künstler dieser Produktionen, nicht aber die Autoren, für ihre jeweiligen Kategorien zugelassen.

## Jury
Der Vorstand der Deutschen Musical Akademie bestimmt für jede Spielzeit eine Jury, welche die angemeldeten Produktionen sichtet und deren Abstimmung mit einem Stimmgewicht von 50 % in die Wahl der Gewinner einfließt. Unter den bisherigen Jurymitgliedern waren Bernd Steixner (ehemaliger Musikalischer Leiter des Theater des Westens in Berlin), Inga Hilsberg (Chefdirigentin der Deutschen Musical Company und der Kölner Symphoniker), der Regisseur und Übersetzer Hartmut H. Forche, die Komponisten Thomas Zaufke und Marian Lux, der Bühnenbildner Mathias Fischer-Dieskau, Darsteller und Autor Florian Stanek und die Librettistin und Dozentin Edith Jeske.

## Nominierung
Für die Nominierung zum Deutschen Musical Theater Preis ist eine Anmeldung durch den Produzenten des Musicals erforderlich. Angemeldet werden können Musicals, die in der jeweiligen Spielzeit (15. August und endet am 14. August) ihre Uraufführung in deutscher Sprache feiern und von öffentlichen Theatern oder professionellen Privattheatern, Produktionsunternehmen und Festivals produziert werden. Bei dem Musical muss es sich um ein neues Stück mit neuer Musik handeln, entsprechend sind Compilation-Musicals und Revuen nicht zugelassen. Die Jury besucht alle zum Wettbewerb zugelassenen Produktionen und stellt nach Ende der Spielzeit die Nominierungen auf.

## Wahl
Die Jurymitglieder und alle ordentlichen Mitglieder des Vereins Deutsche Musical Akademie e. V. wählen aus den Nominierten in einer geheimen Wahl die Gewinner, wobei jeweils 50 % des Stimmgewichts auf beide Gruppen entfällt.

## Kategorien
Ab 2015 wurde der Deutsche Musical Theater Preis in 13 Kategorien vergeben, 2018 kam ein Preis für das beste Revival hinzu, 2023 zusätzlich noch je ein Preis für das beste Licht- und Sounddesign (insgesamt 16 Kategorien). Neben Auszeichnungen, die sich auf das Musical als Werk beziehen (Bestes Musical, Beste Komposition, Bestes Buch, Beste Liedtexte) werden auch Preise für das jeweilige Ensemble vergeben. So werden zudem die Beste Darstellerin, der Beste Darsteller, die Beste Nebendarstellerin und der Beste Nebendarsteller geehrt. Zudem gibt es Preise für den Stab (Beste Regie, Beste Choreografie, Bestes Bühnenbild, Beste Musikalische Gestaltung, Bestes Kostüm-/Maskenbild). Seit 2014 wurde zudem ein Ehrenpreis und im Jahr 2015 sowie seit 2019 ein Sonderpreis vergeben. Ab 2023 trägt der Sonderpreis den Namen „Craig-Simmoms-Preis“.

## Bisherige Sieger
2014 wurde Helmut Baumann für sein Lebenswerk geehrt. Seit 2015 wird der Preis in den genannten Kategorien verliehen.

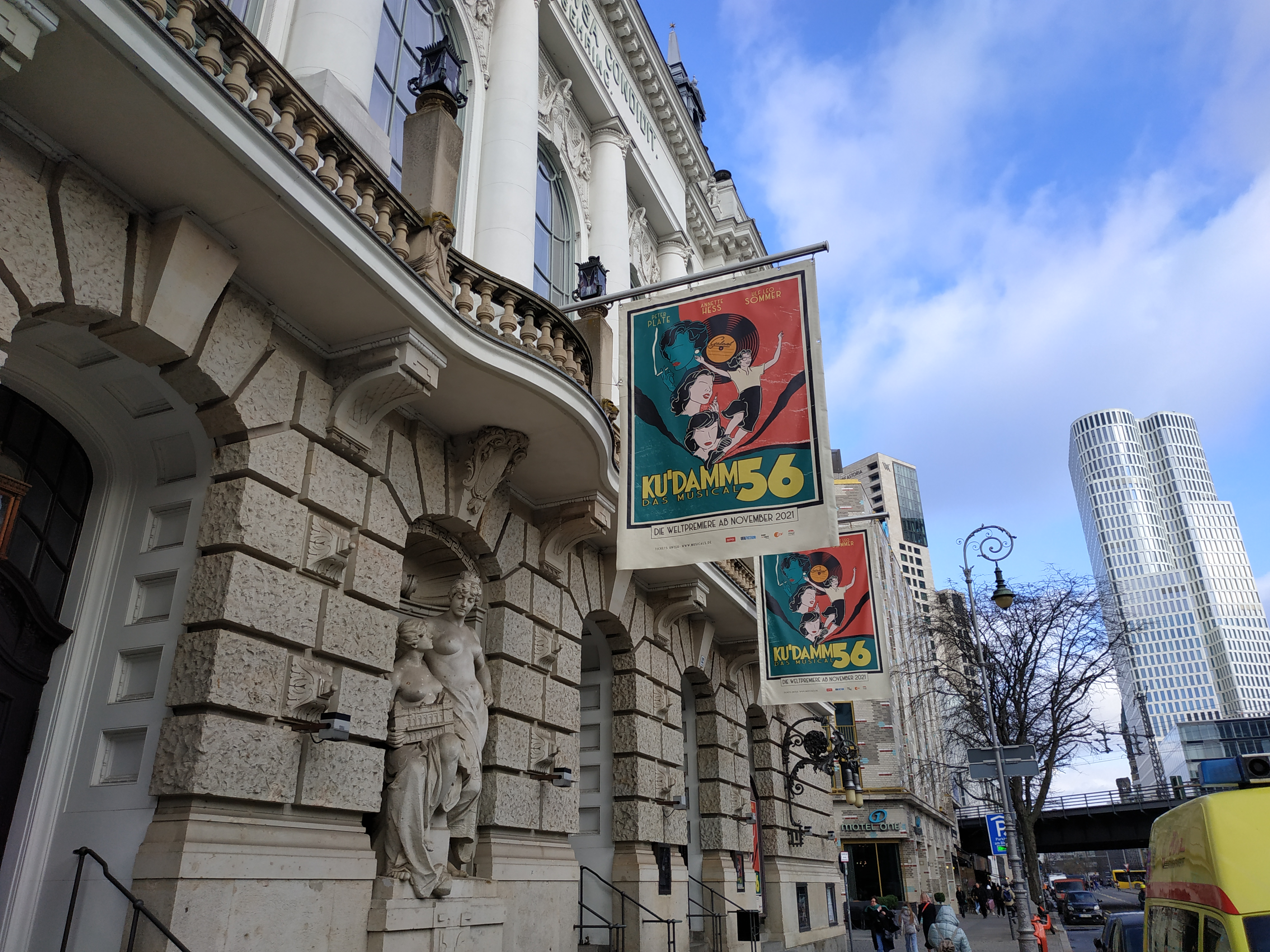
Zuletzt als bestes Musical ausgezeichnet: das am Theater des Westens gespielte Ku’damm 56

### Bestes Musical
- 2015: Gefährliche Liebschaften (Staatstheater am Gärtnerplatz, München)
- 2016: Stella – Das blonde Gespenst vom Kurfürstendamm (Neuköllner Oper, Berlin)
- 2017: In 80 Tagen um die Welt (Landestheater Linz)
- 2018: Fack Ju Göhte – Se Mjusicäl (Stage Entertainment – WERK7, München)
- 2019: Der Hase mit den Bernsteinaugen (Landestheater Linz)
- 2020/21: The Wave (Die Welle) (Landestheater Linz)
- 2022: Ku’damm 56 (Theater des Westens, Berlin)
- 2023: Briefe von Ruth (Stadttheater Gmunden)
- 2024: Die Königinnen (Landestheater Linz)

### Bestes Revival
- 2018: Erwin Kannes – Trost der Frauen (Letterland) (Theater für Niedersachsen, Hildesheim)
- 2019: Elternabend (Theater für Niedersachsen, Hildesheim)
- 2020/21: Baby Talk (Theater Bielefeld)
- 2022: Der Besuch der alten Dame (Freilichtspiele Tecklenburg)
- 2023: Dällebach Kari (Thunerseespiele AG, Thun)
- 2024: Die Päpstin - das Musical (spotlight musicals GmbH im Schlosstheater Fulda)

### Beste Komposition
- 2015: Gefährliche Liebschaften (Staatstheater am Gärtnerplatz, München) – Musik: Marc Schubring
- 2016: Stella – Das blonde Gespenst vom Kurfürstendamm (Neuköllner Oper, Berlin) – Musik: Wolfgang Böhmer
- 2017: Vivaldi – Die fünfte Jahreszeit (Volksoper Wien) – Musik: Christian Kolonovits
- 2018: Herz aus Gold (Theater Augsburg) – Musik: Stephan Kanyar
- 2019: Der Hase mit den Bernsteinaugen (Landestheater Linz) – Musik: Thomas Zaufke
- 2020/21: The Wave (Die Welle) (Landestheater Linz) – Musik: Or Matias
- 2022: Ku’damm 56 (Theater des Westens, Berlin) – Musik: Peter Plate, Ulf Leo Sommer, Daniel Faust, Joshua Lange
- 2023: Briefe von Ruth (Stadttheater Gmunden) – Musik: Gisle Kverndokk
- 2024: Die Königinnen (Landestheater Linz) – Musik: Thomas Zaufke

### Bestes Buch
- 2015: Grimm! (Next Liberty Jugendtheater, Graz / Oper Graz) – Buch: Peter Lund
- 2016: Stella – Das blonde Gespenst vom Kurfürstendamm (Neuköllner Oper, Berlin) – Buch: Peter Lund
- 2017: Klassenkampf (Heimathafen Neukölln & Constanze Behrends, Berlin) – Buch: Constanze Behrends
- 2018: Welcome to Hell (Neuköllner Oper, Berlin) – Buch: Peter Lund
- 2019: Drachenherz (Theater Chemnitz) – Buch: Peter Lund
- 2020/21: The Wave (Die Welle) (Landestheater Linz) – Buch: Or Matias
- 2022: Berlin Karl-Marx-Platz (Neuköllner Oper Berlin) – Buch: Hakan Savaş Mican
- 2023: Frankensteins Braut (Stadttheater Ingolstadt) – Buch: Peter Lund
- 2024: Die Gänsemagd (Brüder Grimm Festspiele Hanau) – Buch: Franziska Kuropka

### Beste Liedtexte
- 2015: Alma und das Genie (Stammzellformation, Berlin) – Liedtexte: Tom van Hasselt
- 2016: Stella – Das blonde Gespenst vom Kurfürstendamm (Neuköllner Oper, Berlin) – Liedtexte: Peter Lund
- 2017: Vom Fischer und seiner Frau (Brüder Grimm Festspiele, Hanau) – Liedtexte: Kevin Schroeder
- 2018: Jana & Janis – Sag einfach Jein (Schmidtchen.Theater.Reeperbahn, Hamburg) – Liedtexte: Lukas Nimscheck, Franziska Kuropka
- 2019: Der Hase mit den Bernsteinaugen (Landestheater Linz) – Liedtexte: Henry Mason
- 2020/21: Goethe! (Bad Hersfelder Festspiele) – Liedtexte: Frank Ramond
- 2022: Operette für zwei schwule Tenöre (BKA-Theater Berlin) – Liedtexte: Johannes Kram
- 2023: Sie rufen außerhalb der Sprechzeiten an – Ein Psychical (Brandenburger Theater, Brandenburg an der Havel) – Liedtexte: Miriam Schwan & Carola Söllner
- 2024: Oh! Oh! Amelio! (Staatstheater am Gärtnerplatz, München) – Thomas Pigor

### Beste Darstellerin in einer Hauptrolle
- 2015: Julia Klotz – Gefährliche Liebschaften (Staatstheater am Gärtnerplatz, München)
- 2016: Frederike Haas – Stella – Das blonde Gespenst vom Kurfürstendamm (Neuköllner Oper, Berlin)
- 2017: Anna Montanaro – Vom Fischer und seiner Frau (Brüder Grimm Festspiele, Hanau)
- 2018: Janne Marie Peters – Jana & Jannis – Sag einfach Jein (Schmidtchen.Theater.Reeperbahn, Hamburg)
- 2019: Anja Pahl – Go Trabi Go (Comödie Dresden)
- 2020/21: Karolin Konert – Swing Street (Stadttheater Fürth)
- 2022: Katja Uhlig – Ku’damm 56 (Theater des Westens, Berlin)
- 2023: Jasmina Sakr – Briefe von Ruth (Stadttheater Gmunden)
- 2024: Alexandra-Yoana Alexandrova – Die Königinnen (Landestheater Linz)

### Bester Darsteller in einer Hauptrolle
- 2015: Christof Messner – Grimm! (Next Liberty Jugendtheater, Graz / Oper Graz)
- 2016: Thomas Klotz – Burn Out (Sabine Haydn Produktionen, Berlin)
- 2017: Drew Sarich – Vivaldi – Die fünfte Jahreszeit (Volksoper Wien)
- 2018: Florian Stanek – Der gestiefelte Kater (Next Liberty Jugendtheater, Graz / Oper Graz)
- 2019: Armin Kahl – Drei Männer im Schnee (Staatstheater am Gärtnerplatz, München)
- 2020/21: Lukas Sandmann – The Wave (Die Welle) (Landestheater Linz)
- 2022: Michael Ophelders – Brigitte Bordeaux (Burgfestspiele Mayen)
- 2023: Rolf Sommer – Dällebach Kari (Thunerseespiele AG, Thun)
- 2024: Drew Sarich – Kasimir und Karoline (Staatsoper Hannover)

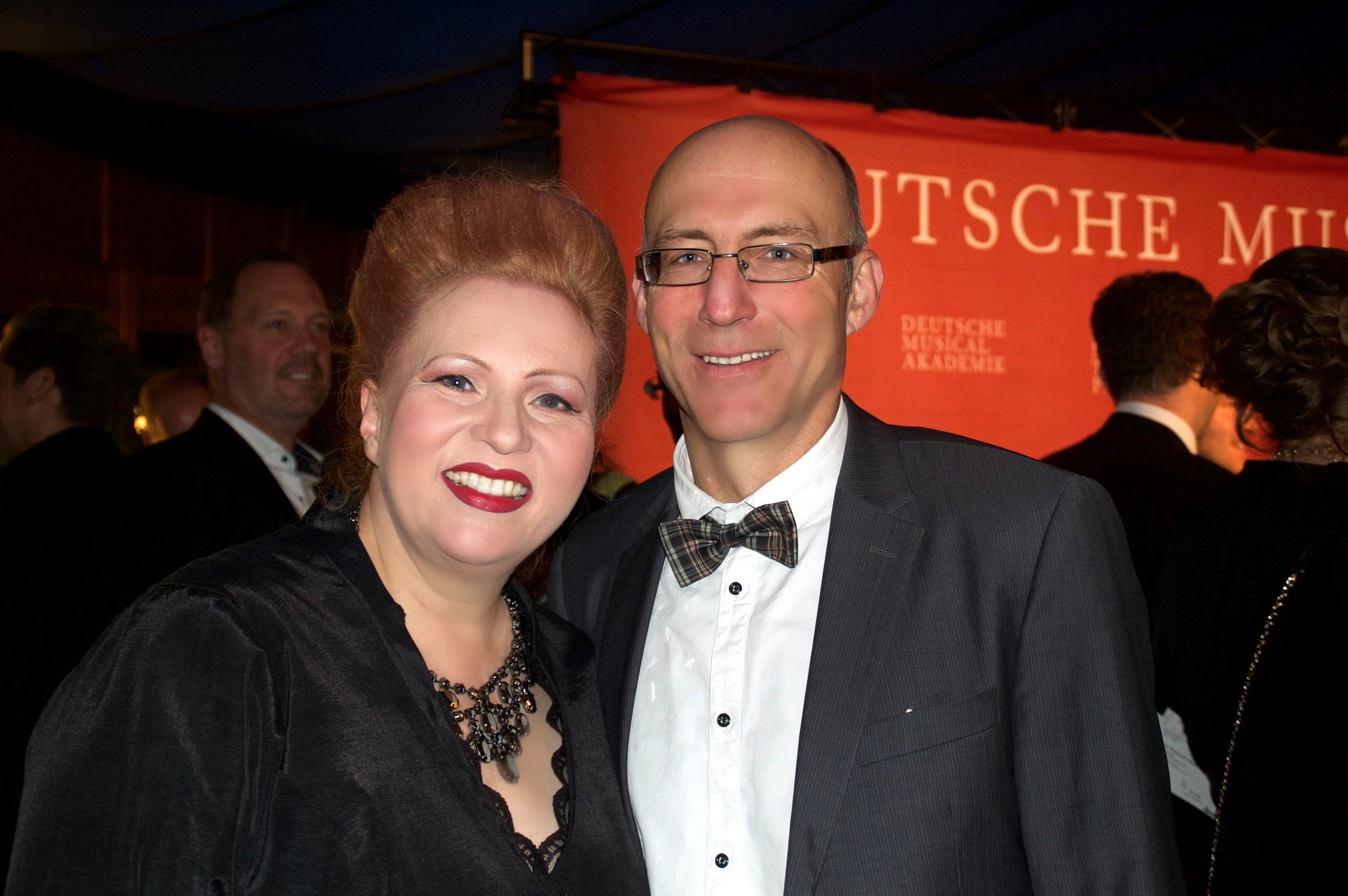
Bettina Meske und Ewald Arenz 2016

### Beste Darstellerin in einer Nebenrolle
- 2015: Elisabeth Hübert – Das Wunder von Bern (Stage Entertainment, Hamburg)
- 2016: Bettina Meske – Der Tunnel (Theater Fürth, Fürth)
- 2017: Elena Zvirbulis – Cindy Reller (Schmidts Tivoli, Hamburg)
- 2018: Franziska Becker – Erwin Kannes – Trost der Frauen (Letterland) (Theater für Niedersachsen, Hildesheim)
- 2019: Angelika Mann – Der Mann mit dem Lachen (Staatsoperette Dresden)
- 2020/21: Vera Bolten – Himmel und Kölle (apiro entertainment, Köln)
- 2022: Kira Primke – Brüderchen und Schwesterchen (Brüder Grimm Festspiele Hanau)
- 2023: Tamara Pascual – Briefe von Ruth (Stadttheater Gmunden)
- 2024: Bettina Meske – Berlin Non Stop (TH Entertainment GmbH im Pfefferberg Theater, Berlin)

### Bester Darsteller in einer Nebenrolle
- 2015: David Jakobs – Das Wunder von Bern (Stage Entertainment, Hamburg)
- 2016: Remo Traber – Mein Name ist Eugen (MAAG Music & Arts, Zürich)
- 2017: Rob Pelzer – In 80 Tagen um die Welt (Landestheater Linz)
- 2018: Christoph Marti – Coco (Konzert Theater Bern)
- 2019: Peter Neustifter – Drei Männer im Schnee (Staatstheater am Gärtnerplatz, München)
- 2020/21: Mark Weigel – Himmel und Kölle (apiro entertainment, Köln)
- 2022: David Nádvornik – Ku’damm 56 (Theater des Westens, Berlin)
- 2023: Nico Went – Romeo & Julia – Liebe ist alles (Theater des Westens, Berlin)
- 2024: Lukas Sandmann – Berlin Non Stop (TH Entertainment GmbH im Pfefferberg Theater, Berlin)

### Beste Regie
- 2015: Ost Side Story (Theater am Hechtplatz, Just4Fun Entertainment / shake company, Zürich) – Regie: Dominik Flaschka
- 2016: Stella – Das blonde Gespenst vom Kurfürstendamm (Neuköllner Oper, Berlin) – Regie: Martin G. Berger
- 2017: In 80 Tagen um die Welt (Landestheater Linz) – Regie: Matthias Davids
- 2018: Erwin Kannes – Trost der Frauen (Letterland) (Theater für Niedersachsen, Hildesheim) – Regie: Werner Bauer
- 2019: Drei Männer im Schnee (Staatstheater am Gärtnerplatz, München) – Regie: Josef E. Köpplinger
- 2020/21: The Wave (Die Welle) (Landestheater Linz) – Regie: Christoph Drewitz
- 2022: Anne of Green Gables (Theater der Jugend, Wien) – Regie: Thomas Birkmeir
- 2023: Stella – Das blonde Gespenst vom Kurfürstendamm (Theater für Niedersachsen, Hildesheim) – Regie: Aslı Kışlal
- 2024: Kasimier und Karoline (Staatsoper Hannover) – Regie: Martin G. Berger

### Beste Choreografie
- 2015: Das Wunder von Bern – Fußball-Choreographie: Simon Eichenberger (Choreografie), Florian Bücking und Brendan Shelper (Vertikale Choreografie)
- 2016: Mein Name ist Eugen – Choreografie: Jonathan Huor
- 2017: In 80 Tagen um die Welt (Landestheater Linz) – Choreografie: Simon Eichenberger
- 2019: Go Trabi Go (Comödie Dresden) – Choreografie: Jörn-Felix Alt
- 2020/21: Goethe! (Bad Hersfelder Festspiele) – Choreografie: Kim Duddy
- 2022: Der Besuch der alten Dame (Freilichtspiele Tecklenburg) – Choreografie: Bart De Clercq
- 2023: Romeo & Julia – Liebe ist alles (Theater des Westens, Berlin) – Choreografie: Jonathan Huor
- 2024: Ku'damm 59 (Theater des Westens, Berlin) – Choreografie: Jonathan Huor

### Bestes Bühnenbild
- 2015: Das Wunder von Bern (Stage Entertainment, Hamburg) – Bühnenbild: Jens Kilian
- 2016: Der Tunnel (Theater Fürth, Fürth) – Bühnenbild: Marc Jungreithmeier; Video: Marc Jungreithmeier und Anne Chahine
- 2017: In 80 Tagen um die Welt (Landestheater Linz) – Bühnenbild: Hans Kudlich
- 2018: Aus Tradition anders – Das Lilienmusical (Staatstheater Darmstadt) – Bühnenbild: Sarah Katharina Karl & Roman Rehor
- 2019: Drei Männer im Schnee (Staatstheater am Gärtnerplatz, München) – Bühnenbild: Rainer Sinell
- 2020/21: Die Schattenkaiserin (Tiroler Landestheater Innsbruck) – Bühnenbild: Michael D. Zimmermann
- 2022: Tommy Tailors Traumfabrik (Gloria-Theater, Bad Säckingen) – Bühnenbild: Andrea Ferraro, Karl Thomann, Alexander Dieterle & Jochen Frank Schmidt
- 2023: Dällebach Kari (Thunerseespiele AG, Thun) – Bühnenbild: Charles Quiggin
- 2024: Kasimir und Karoline (Staatsoper Hannover) – Bühnenbild: Sarah-Katharina

### Beste Musikalische Gestaltung/Bestes Musikalisches Arrangement/Bestes Musikalisches Gesamtbild
Beste Musikalische Gestaltung
- 2015: Gefährliche Liebschaften (Staatstheater am Gärtnerplatz, München) – Musikalische Leitung: Andreas Kowalewitz

Bestes Musikalisches Arrangement
- 2016: Der Medicus (Spotlight Musicals, Fulda) – Arrangements: Michael Reed
- 2017: Vivaldi – Die fünfte Jahreszeit (Volksoper Wien) – Arrangements: Christian Kolonovits
- 2018: Herz aus Gold (Theater Augsburg) – Arrangements: Stephan Kanyar
- 2019: Der Hase mit den Bernsteinaugen (Landestheater Linz) – Arrangements: Markus Syperek
- 2020/21: Die Wüstenblume (Theater St. Gallen) – Koen Schoots
- 2022: Paradise Lost – The Genesis of Musical (Neuköllner Oper, Berlin) – Arrangements: Markus Syperek

Bestes Musikalisches Gesamtbild
- 2023: Mary Shelley’s Frankenstein (Luisenburg-Festspiele, Wunsiedel) – Musikalische Leitung: Marian Lux & Markus Syperek
- 2024: Kasimir und Karoline (Staatsoper Hannover) – Musikalische Leitung: Maxim Böckelmann

### Bestes Kostüm-/Maskenbild
- 2015: Gefährliche Liebschaften (Staatstheater am Gärtnerplatz, München) – Kostümbild: Alfred Mayerhofer
- 2016: Rapunzel (Brüder Grimm Festspiele Hanau) – Kostümbild: Ulla Röhrs; Maskenbild: Wiebke Quenzel
- 2017: In 80 Tagen um die Welt (Landestheater Linz) – Kostümbild: Susanne Hubrich
- 2019: Wie William Shakespeare wurde (Next Liberty Jugendtheater, Graz) – Kostümbild: Johanna Ralser
- 2020/21: Goethe! (Bad Hersfelder Festspiele) – Kostümbild: Claudio Pohle, Ute Mai & Stephanie Hanf
- 2022: Drosselbart! (Brüder Grimm Festspiele Hanau) – Kostümbild: Anke Küper, Kerstin Laackmann & Wiebke Quenzel
- 2023: Dällebach Kari (Thunerseespiele AG, Thun) – Kostüm-/Maskenbild: Aleš Valášek & Ronald Fahm
- 2024: Die Königinnen (Landestheater Linz) — Kostüm-/Maskenbild: Conny Lüders

### Bestes Lichtdesign
- 2023: SCHOLL – Die Knospe der Weißen Rose (Stadttheater Fürth) – Lichtdesign: Raphaël-Aaron Moss
- 2024: Die Königinnen (Landestheater Linz) — Lichtdesign: Michael Grundner

### Bestes Sounddesign
- 2023: Romeo & Julia – Liebe ist alles (Theater des Westens, Berlin) – Sounddesign: Florentin Adolf
- 2024: Die Päpstin - das Musical (spotlight musicals GmbH im Schlosstheater Fulda) – Sounddesign: Fabian Kampa, Max Becker

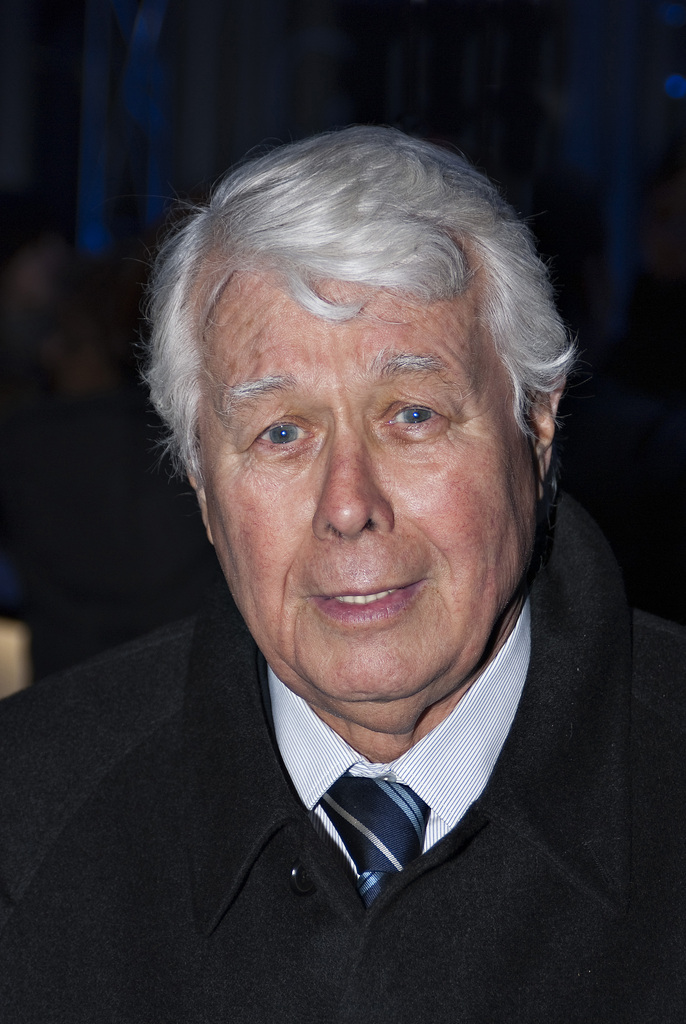
Der Ehrenpreis 2015 ging an Peter Weck

### Ehrenpreis
- 2014: Helmut Baumann
- 2015: Peter Weck
- 2016: Michael Kunze und Sylvester Levay
- 2017: Ute Lemper
- 2018: Pia Douwes
- 2019: Joop van den Ende
- 2020/21: Anna Vaughan (posthum)
- 2022: Angelika Milster
- 2023: Stefan Huber
- 2024: Volker Ludwig

### Sonderpreis/Craig-Simmons-Preis
Sonderpreis
- 2015: Kinderdarsteller von Das Wunder von Bern
- 2019: Kinderensemble von Meine Stille Nacht (Landestheater Salzburg)
- 2020/21: Himmel und Kölle (apiro entertainment, Köln)
- 2022: Iris Limbarth (Nachwuchsförderung am Jungen Staatsmusical Wiesbaden)

Craig-Simmons-Preis
- 2023:
  - Produktion: Hamilton (Operettenhaus, Hamburg)
  - Institution: Landestheater Linz
  - Einzelperson: Sophie Berner („Moulin Rouge“)
- 2024: Sonderpreis der Jury: Steffi Irmen für Amme in Romeo & Julia – Liebe ist alles (Theater des Westens, Berlin)

## Preisverleihungen
- Deutscher Musical Theater Preis 2014 in der Komischen Oper Berlin, Moderation: Thomas Hermanns, Ehrenpreis für Helmut Baumann
- Deutscher Musical Theater Preis 2015 im Tipi am Kanzleramt in Berlin, Moderation: Thomas Hermanns und Katharine Mehrling, Ehrenpreis für Peter Weck
- Deutscher Musical Theater Preis 2016 im Tipi am Kanzleramt in Berlin, Moderation: Gayle Tufts, Ehrenpreis für Michael Kunze und Sylvester Levay (mit einer Laudatio von Carmen Nebel)
- Deutscher Musical Theater Preis 2017 im Varieté Wintergarten in Berlin, Moderation: Gayle Tufts, Ehrenpreis für Ute Lemper (mit einer Laudatio von Klaus Wowereit)
- Deutscher Musical Theater Preis 2018 im Schmidts Tivoli in Hamburg, Moderation: Ole Lehmann, Ehrenpreis für Pia Douwes (mit einer Laudatio von Michael Kunze)
- Deutscher Musical Theater Preis 2019 im Schmidts Tivoli in Hamburg, Moderation: Gayle Tufts, Ehrenpreis für Joop van den Ende
- Deutscher Musical Theater Preis 2020/21 im Schmidts Tivoli in Hamburg, Moderation: Thomas Hermanns, Ehrenpreis für Anna Vaughan (posthum)
- Deutscher Musical Theater Preis 2022 im Schmidts Tivoli in Hamburg; Moderation: Bodo Wartke & Melanie Haupt[6]
- Deutscher Musical Theater Preis 2023 im Theater des Westens in Berlin; Moderation: Katharine Mehrling
- Deutscher Musical Theater Preis 2024 im Theater des Westens in Berlin; Moderation: Jannik Schümann